# Ex chiesa di Santa Caterina del Monte di Pietà
La ex Chiesa di Santa Caterina del Monte di Pietà era una chiesa cattolica che si trova ad Alcamo, in provincia di Trapani.

## Storia
Nel 1518 la chiesa fu inizialmente costruita accanto alla Chiesa Madre, sul lato ovest di essa, a spese della Confraternita del Santo Monte di Pietà; essendo intenzione dei rettori migliorarla, decisero di edificarne un'altra nel Corso 6 Aprile di fronte all'attuale chiesa del Santo Angelo Custode (o delle Riparate), dove oggi si trova.
Essendo la prima chiesa in abbandono, nel 1619 venne aggregata alla parrocchia della Santissima Trinità da parte del vescovo di Mazara del Vallo, ma nel 1634 fu concessa alla Chiesa Madre per utilizzarla come cortile per la sacrestia.
Oggi, la Chiesa è chiusa al culto da diversi decenni e sconsacrata; ebbe importanza come Oratorio della Compagnia del Santo Monte di Pietà che aiutava e assisteva le persone povere nelle necessità e malattie.

## Descrizione e opere
Nella chiesa, a unica navata, si trovavano alcune tele, fra cui una raffigurante  Santa Caterina d’Alessandria,  poi trasferita nel Museo d’Arte Sacra nella Basilica di Santa Maria Assunta; l’opera, datata  1621, è attribuita  a  Giuseppe Carrera o  a Giacomo Lo Verde.
Il prospetto, con un portale sobrio del 1608 risulta abbastanza apprezzabile: degni di nota i 4 pilastri, appoggiati al muro, e poggianti su alte basi.

## La Confraternita di Santa Caterina
Esistente già nel 1430 con locali presso la chiesa madre, nel 1518 fu denominata Confraternita del Santo Monte di Pietà e, probabilmente dal 1635, è diventata Compagnia del Santo Monte di Pietà.
I suoi membri erano "gentiluomini e gente civili"; come abitino portavano "sacchi, mantelli di panno e cappelli di feltro di colore grigio scuro, con l'insegna di Cristo nel sepolcro", poi dal 1635 sacco e visiera bianchi, con l'insegna del Nostro Signore della Pietà sulle spalle.
Ecco quali erano gli obblighi:
- festeggiare Santa Caterina d'Alessandria il 25 di novembre
- aiutare i poveri con delle elemosine
- partecipare alle messe di Requiem nella chiesa di San Caterina, in suffragio dei defunti ogni lunedì e nell'Ottava del 2 novembre
- il lunedì santo recarsi in processione, assieme ai sacerdoti,  presso la chiesa di Sant'Ippolito per partecipare alla Messa in suffragio degli appestati del 1575 che erano lì seppelliti.[3]

Questo cimitero venne concesso a questa Confraternita nel 1581, allo scopo di costruirvi una chiesa consacrata a Dio, la Vergine Maria, a san Rocco e san Sebastiano che erano i protettori dalla peste.
La Compagnia, probabilmente ancora attiva nel 1924, non esiste più.